# Northrop Grumman MQ-8 Fire Scout
Northrop Grumman MQ-8 Fire Scout je bezpilotní vrtulník vyvinutý pro ozbrojené síly Spojených států. Je určený ke zpravodajství, hlídkování, průzkumu a označování pozemních cílů laserem. Fire Scout je schopen operovat nejen z pozemních základen, ale i palub vojenských lodí.
Spojené státy provozují dva základní typy těchto bezpilotních vrtulníků. Menší MQ-8B, který je nasazen na několika amerických fregatách a pobřežních bojových lodích. Dále větší MQ-8C, který je bezpilotním vrtulníkem nové generace, postaveném na bázi Bell 407.

## Vznik a vývoj

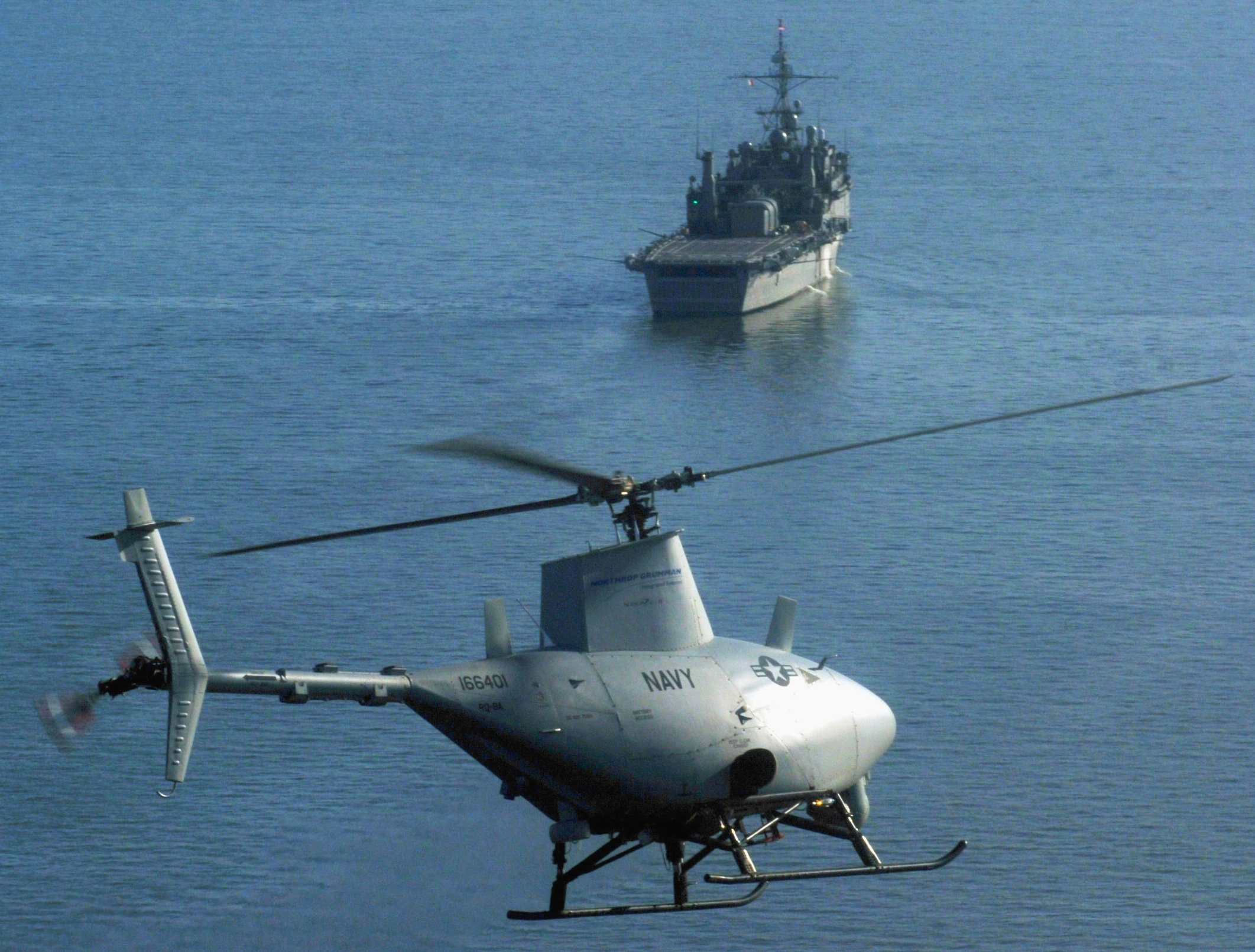
RQ-8A se připravuje na první autonomní přistání na palubě USS Nashville (LPD-13) během testů v roce 2006

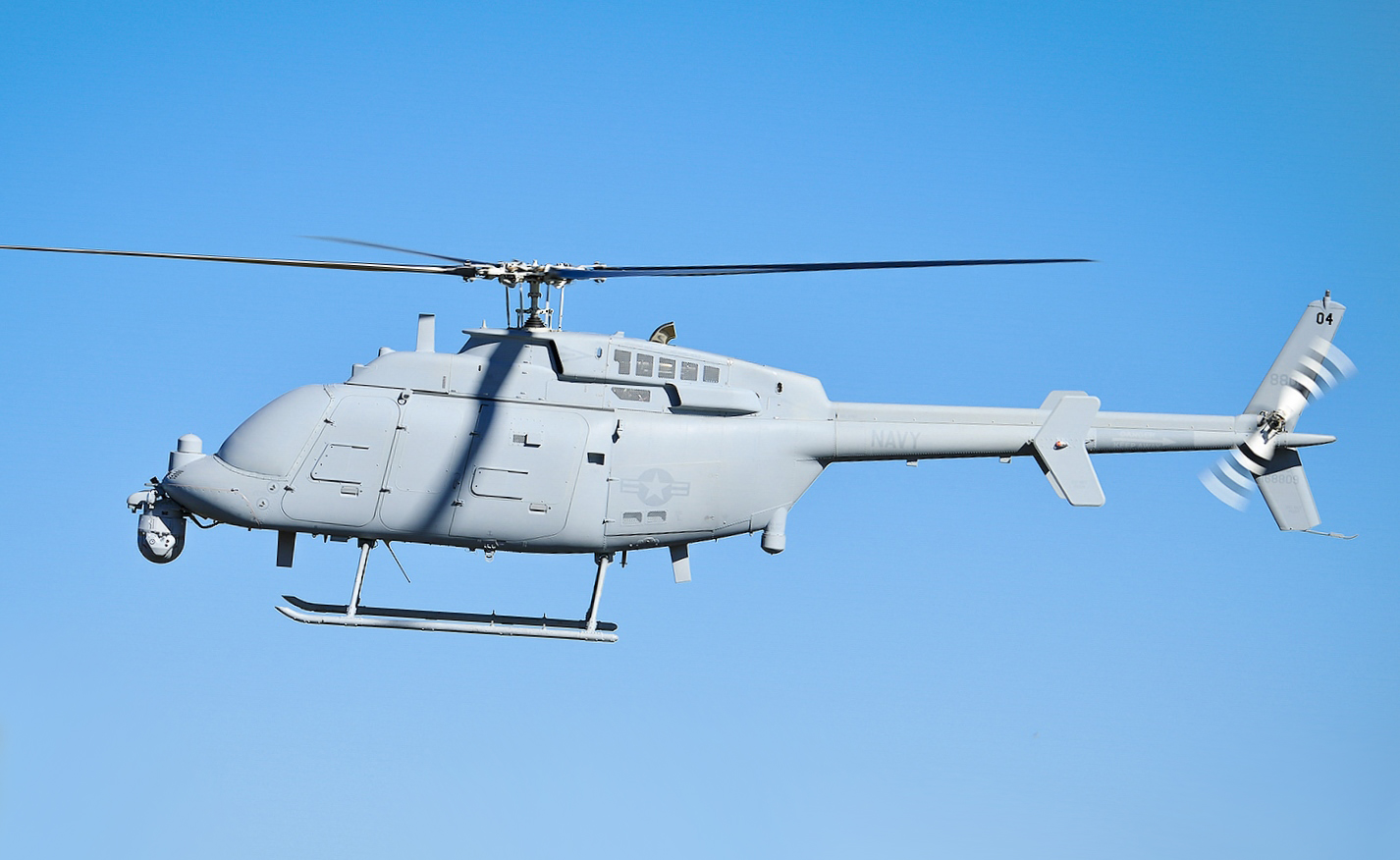
MQ-8C Fire Scout

RQ-8/MQ-8 vznikl na základě požadavku amerického námořnictva, které potřebovalo nahradit své starší systémy RQ-2 Pioneer. Důvodem nebyl jen fakt, že bezpilotní letadla byla stále více využívána napříč všemi americkými ozbrojenými silami, ale navíc s nimi počítala i nová doktrína amerického námořnictva. Námořnictvo požadovalo bezpilotní letadlo moderní konstrukce s akčním rádiusem do 200 km a letovou vytrvalostí minimálně 3 hodiny. Zároveň mělo být schopné unést náklad až do 90 kg a operovat z paluby lodí amerického námořnictva.
Několik amerických firem předložilo své návrhy, z nichž nakonec zvítězil ten od společnosti Schweizer. Tato firma přišla s upravenou verzí lehkého užitkového vrtulníku Schweizer 330. Tento vrtulník prošel značnými úpravami a jako bezpilotní prostředek dostal označení RQ-8 Fire Scout. První let RQ-8 se uskutečnil v lednu 2000 a počáteční model byl pojmenován "RQ-8A". Primárním dodavatelem datového spojení, používaného i v bezpilotním letadle RQ-4 Global Hawk, se stala společnost Northrop Grumman.
Navzdory slibným výkonům nesplňoval RQ-8A zcela požadavky amerického námořnictva. Zatímco zájem námořnictva o tento bezpilotní vrtulník klesal, americká armáda měla na jeho vývoji zájem a v roce 2003 vznikla vylepšená verze "RQ-8B". Označení nového systému se v roce 2006 změnilo na "MQ-8B". Americká armáda následně uzavřela smlouvu na několik vrtulníků k otestování jejich životaschopnosti na bojišti. 
Přestože si americká armáda po otestování Fire Scoutu uvědomila, že jejím potřebám více vyhovuje série bezpilotních letadel RQ-7 Shadow a program MQ-8B zrušila, tak americké námořnictvo znovu projevilo zájem o tento typ bezpilotní vrtulníku. V květnu 2007 začala malosériová výroba, v jejímž rámci se pro námořnictvo vyrobilo 9 vrtulníků MQ-8B. Operační testování MQ-8B bylo spuštěno v roce 2009 a na podzim téhož roku dosáhl vrtulník počáteční operační způsobilosti.
V roce 2009 hledalo americké námořnictvo a námořní pěchota bezpilotní vrtulník určený k přepravě zásob. Vzhledem k tomu, že ani maximální výkony MQ-8B nesplňovaly stanovené požadavky, do užší soutěže se dostaly pouze projekty Boeing A160 Hummingbird a Kaman/Lockheed Martin K-Max. Proto firma Northrop Grumman ohlásila v květnu 2010 své plány na vývoj nového autonomního vrtulníku postaveného na základě Bell 407. Tento program byl nazván Fire-X a sliboval, že nový bezpilotní vrtulník unese 1 450kg nákladu.
V dubnu 2012 získal Northrop od námořnictva zakázku v hodnotě 262,3 milionu dolarů na vývoj tohoto vrtulníku, který dostal označení MQ-8C. V této částce byly zahrnuty náklady na postavení dvou prototypů a na výrobu šesti předsériových kusů, které měly být hotové do 26 měsíců. 
První prototyp MQ-8C Fire Scout byl námořnictvu dodán počátkem července 2013 a první let absolvoval 31. října téhož roku. Vrtulník vzlétl ze základny Ventura County a ve vzduchu strávil 7 minut. 16. prosince 2014 začalo testování na palubě torpédoborce Jason Dunham. Během následujících tří dnů uskutečnil vrtulník 32 vzletů a přistání.
První předsériový MQ-8C získalo námořnictvo v prosinci 2014. Jeho letové zkoušky skončily 29. dubna 2015, přičemž vrtulník uskutečnil 327 letů a strávil ve vzduchu 450 hodin.

## Konstrukce

### MQ-8B
Základ MQ-8B tvoří osvědčená konstrukce lehkého komerčního vrtulníku Schweizer 330. Výhodou této komerčně dostupné konstrukce je, že společnost Schweizer má vytvořenou podpůrnou infrastrukturu a dodavatelský řetězec náhradních dílů po celém světě.
Vrtulník má délku 7,3 m a výšku 2,9 m. Průměr čtyřlistého rotoru dosahuje 8,4 m. Maximální vzletová hmotnost stroje je téměř 1 429 kg. Letová vytrvalost MQ-8B s užitečným zatížením 136 kg je 5,5 hodiny. Maximální dolet dronu je 1100 km, přičemž jeho akční rádius dosahuje 200 km.

### MQ-8C

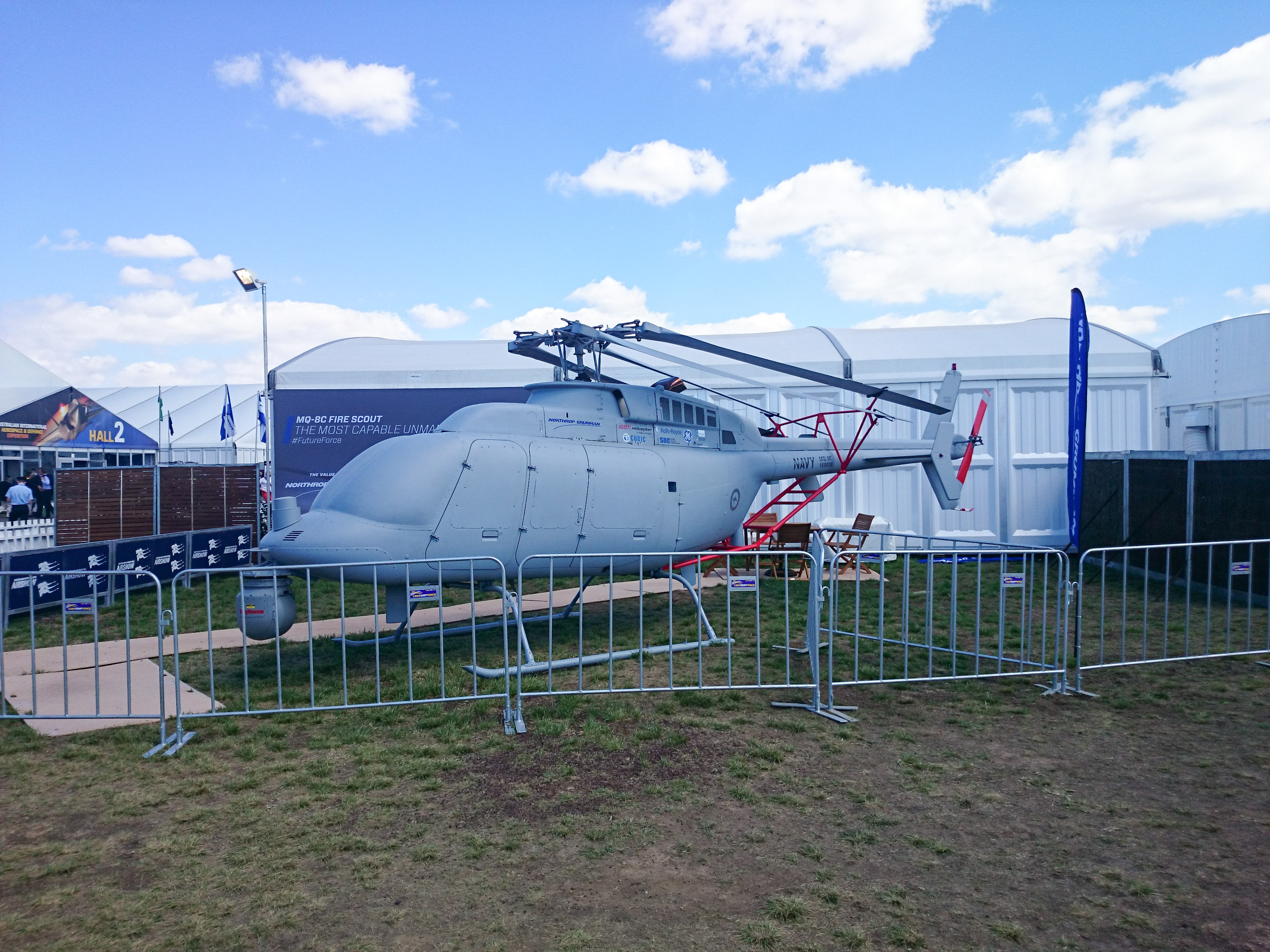
MQ-8C Fire Scout na výstavě Australian International Airshow v roce 2015

MQ-8C je bezpilotním vrtulníkem nové generace, postaveném na bázi Bell 407. Díky motoru Rolls-Royce 250-C47B o výkonu 606 kW dokáže letět rychlostí až 260 km/h. Jeho dostup je 6 100 m a letová vytrvalost 15 hodin. Maximální užitečné zatížení vrtulníku je 1 338 kg.
MQ-8C může nést širokou škálu vybavení včetně laserového dálkoměru, komunikačního relé a automatického identifikačního systému (AIS). Standardem je elektrooptický/infračervený senzor, který generuje plnohodnotné video a poskytuje zvýšené situační povědomí i ve slabých světelných podmínkách. V případě potřeby může být vrtulník vybaven námořním radarem a detektorem min COBRA.

## Uživatelé
USA
Americké námořnictvo – k lednu 2023 bylo rozhodnuto o ponechání 10 ze 38 bezpilotních vrtulníku MQ-8C

## Bývalí uživatelé
USA
Americké námořnictvo – do října 2022 provozovalo typ MQ-8B

## Specifikace (MQ-8B)

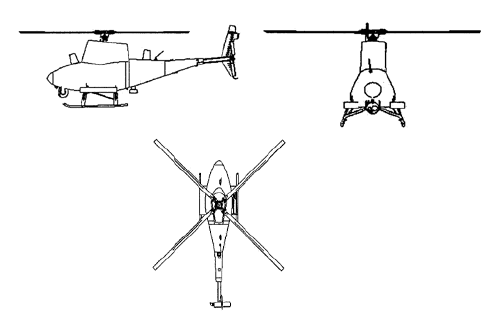
RQ-8 Fire Scout (drawing)

### Hlavní charakteristiky
- Posádka: 0
- Délka: 7,3 m
- Průměr rotoru: 8,4 m
- Výška: 2,9 m
- Maximální vzletová hmotnost: 1428,8 kg
- Užitečné zatížení: 136 kg
- Pohonná jednotka: 1 × turbohřídelový motor Rolls Royce 250-C20W s výkonem 313 kW

### Výkony
- Maximální rychlost: 157 km/ h
- Dostup: 3 810 m
- Maximální dolet: 1 100 km
- Výdrž: 7,5 hodiny se základním vybavením[10], 5,5 hodiny s užitečným zatížením 136 kg[11]

## Specifikace (MQ-8C)

### Hlavní charakteristiky
- Posádka: 0
- Délka: 10,6 m
- Průměr rotoru: 11,2 m
- Výška: 3,3 m
- Maximální vzletová hmotnost: 2 721 kg
- Užitečné zatížení: 1 338 kg
- Pohonná jednotka: 1 × Rolls-Royce 250-C47B o výkonu 606 kW

### Výkony
- Maximální rychlost: 260 km/h
- Dostup: 6 100 m
- Vytrvalost: 15 hodin